# Habitatge al carrer Agoders, 28 (Tàrrega)
El Carrer Agoders, 28 és una obra de Tàrrega (Urgell) protegida com a bé cultural d'interès local. Edifici construït totalment amb carreus de pedra i format de planta baixa dos pisos i golfes. La disposició de les obertures és simètrica amb balcons individuals, a excepció de les de la planta baixa, que hi ha una obertura allindada i una altra amb arc de mig punt. La construcció és del 1780.